# Helmut Brandis
Helmut Brandis (auch Helmuth Brandis; * 25. April 1904 als Helmut Pfeiffer in Fulda; † zwischen 1983 und 1987) war ein deutscher Aufnahmeleiter, Drehbuchautor, Synchronautor und Synchronregisseur bei der DEFA.

## Leben und Wirken
Über Brandis’ frühes Leben ist kaum etwas bekannt. Vermutlich Mitte der 1920er Jahre stieß er zum Film und arbeitete bis Ende der Stummfilm-Ära als Aufnahmeleiter an Filmen wie Der fidele Bauer (1927) und Der Weg durch die Nacht (1929). 1929 heiratete er Maria Katharina Sauer, von der er 1937 wieder geschieden wurde. Nach wenig bedeutenden Tätigkeiten als Produktionsassistent und Ideengeber begann er 1932 bei Heinrich Georges Seedrama Das Meer ruft als Drehbuchautor. Bis 1941 beteiligte sich Brandis an Filmmanuskripten, mehrfach in Zusammenarbeit mit dem Kollegen Otto Linnekogel. Anschließend wirkte er verstärkt im Bereich der Erstellung von Synchronfassungen ausländischer Filme. Brandis’ Aufgabe war dort das Verfassen der deutschen Dialogbücher, so beispielsweise zu den Hollywood-Produktionen Das leuchtende Ziel (One Night of Love, 1934), Leise kommt das Glück zu Dir mit Lilian Harvey (Let‘s Live Tonight) und, der berühmteste unter ihnen, Königin Christine mit Greta Garbo in der Titelrolle.
Bei Kriegsende 1945 gaben die sowjetischen Behörden Brandis eine Lizenz für die Gründung einer eigenen Produktionsfirma, der kurzlebigen Phönix-Film, die bald darauf in der 1946 gegründeten DEFA aufgehen sollte. In diesen paar Monaten stellte er mit dem Kurzspielfilm Eugen Onegin lediglich einen Film her. Die DEFA setzte ihn ebenfalls bei der Herstellung ausländischer Filme ein, diesmal überwiegend solche aus kommunistischen Ländern. Als Drehbuchautor konnte Brandis nur sehr selten arbeiten. Als das Ministerium für Staatssicherheit zum Jahresbeginn 1957 an Helmut Brandis herantrat, um ihn als „Geheimen Informator“ anzuwerben, zeigt er sich dazu gern bereit, da er sich im DEFA-Studio „isoliert und benachteiligt“ fühlte. Im MfS wurde Brandis passenderweise als GI Phönix geführt. Daraufhin ließ man Brandis als Synchronregisseur zentrale Sowjetfilme bearbeiten, darunter auch ambitionierte Produktionen wie Die Kraniche ziehen, das Märchen Das gestohlene Glück und vor allem Sergej Bondartschuks monumentales Siebeneinviertel-Stunden-Epos Krieg und Frieden nach der gleichnamigen Vorlage von Leo Tolstoi. 1969 durfte er anlässlich seines 65. Geburtstags bei dem Drama Weil ich dich liebe … an der Seite von Hans Kratzert auch das einzige Mal Langfilm-Regie führen.
Helmut Brandis verstarb zwischen dem IX. Schriftstellerkongress der DDR im Juni 1983 und dem X. Schriftstellerkongress im November 1987.

## Filmografie
Als Drehbuchautor, wenn nicht anders angegeben:
- 1932: Das Meer ruft
- 1932: Acht Mädels im Boot
- 1934: Der stählerne Strahl
- 1937: Unter Ausschluß der Öffentlichkeit
- 1937: Die gelbe Flagge
- 1938: Maja zwischen zwei Ehen
- 1939: Ich verweigere die Aussage
- 1940: Herz ohne Heimat
- 1941: Friedemann Bach
- 1942: Andreas Schlüter
- 1946: Eugen Onegin (Kurzfilm, auch Regie)
- 1956: Lied über dem Tal
- 1957: Reifender Sommer (UA: 1959)
- 1970: Weil ich dich liebe … (auch Co-Regie)